# 底特律湖 (明尼苏达州)
底特律湖（英語：Detroit Lakes）是一個位於美國明尼蘇達州貝克縣的都市。根據2010年美國人口普查，該地共人口8569人，而該地的面積約為39.37平方千米。同時該地也是貝克縣的縣治。

## 地理
底特律湖的座標為46°48′48″N 95°50′41″W / 46.81333°N 95.84472°W，而該地的平均海拔高度為417米（即1368英尺）。